# Carabus eous
Carabus eous es una especie de insecto adéfago del género Carabus, familia Carabidae. Fue descrita científicamente por A. Morawitz en 1889.
Habita en Kirguistán.